# Anthony Limbombe
Anthony Limbombe Ekango (ur. 15 lipca 1994 w Mechelen) – belgijski piłkarz występujący na pozycji pomocnika. Od 2018 zawodnik FC Nantes.
W rozgrywkach Eerste klasse zadebiutował 18 września 2010 roku w meczu z KSC Lokeren (3:1).